# Stolone

## Botanica

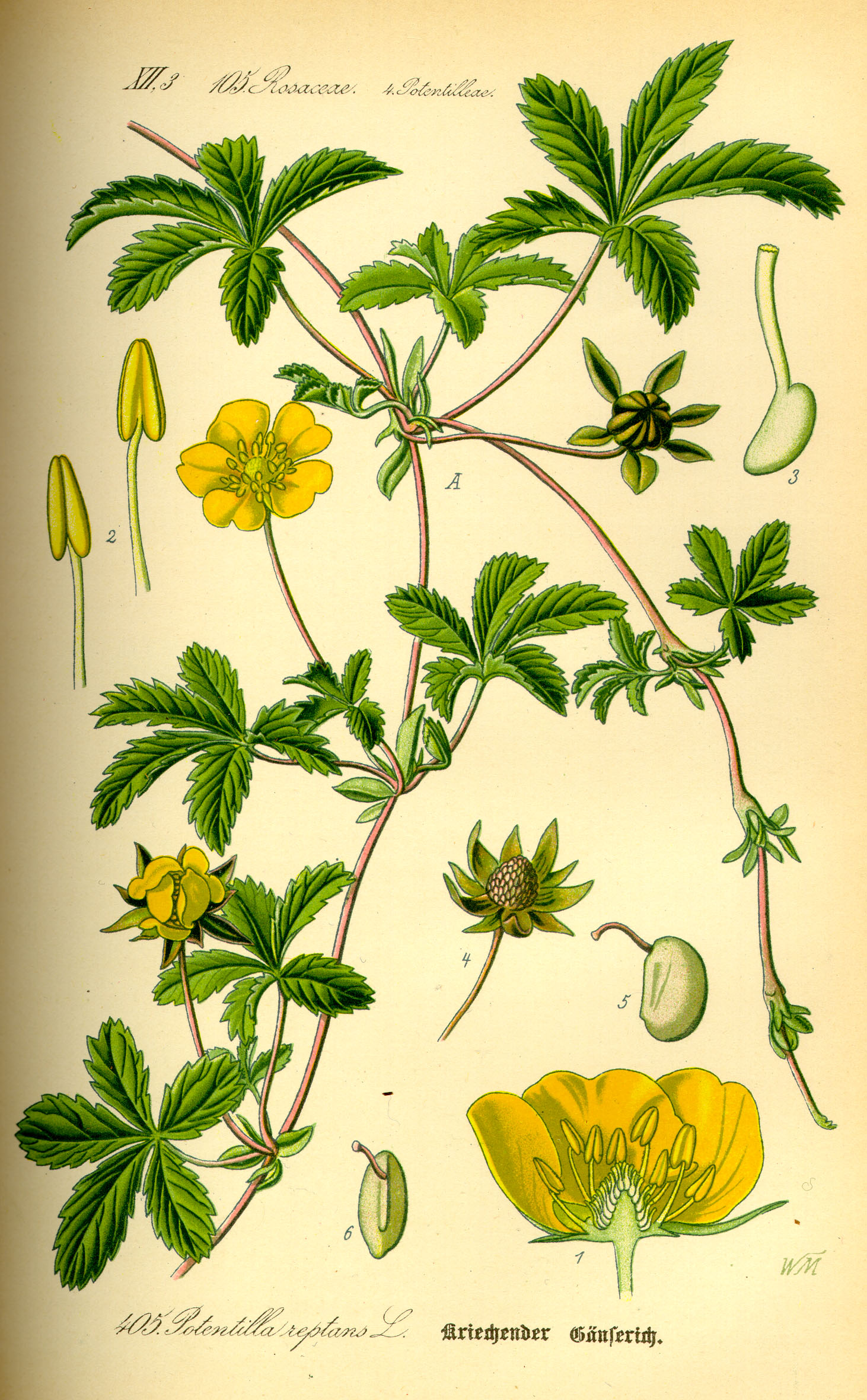
Potentilla reptans

In botanica uno stolone è un ramo laterale che spunta da una gemma ascellare vicino alla base (colletto) della pianta, definita appunto stolonifera, e che si allunga scorrendo sul suolo, o appena sotto il terreno, emettendo radici e foglie dai cui nodi si generano nuove piantine.

### Caratteristiche
Lo stolone inizialmente consente il passaggio di acqua e nutrienti dalla pianta madre al nuovo germoglio, successivamente in alcuni casi anche viceversa, fino a che il collegamento viene reciso, o ne viene a mancare la naturale funzionalità; a questo punto le giovani piantine divengono indipendenti.
La pianta madre può produrre stoloni in più direzioni, cosa che permette una sua rapida diffusione. In questo senso gli stoloni diventano degli efficienti organi di moltiplicazione vegetativa.
In questo modo, le specie stolonifere possono colonizzare, molto velocemente, territori aperti formando una copertura così fitta che spesso non consente l'attecchimento di altre specie.
Numerose piante possono formare rami che crescono prossimi al terreno, ma non per questo sono stolonifere, bensì possono essere solo delle piante prostrate. Per essere stolonifera una pianta deve generare rami che, non solo striscino sul terreno, ma devono anche radicare ai nodi e produrre nuovi germogli.

### Habitat
Le piante stolonifere si possono generalmente trovare in habitat dove l'acqua è abbondante o il suolo è molto umido durante la stagione in cui gli stoloni vengono emessi.

### Alcuni esempi
Diverse sono le piante che producono, e si possono anche riprodurre, per mezzo di stoloni. Tra queste ricordiamo i generi: Antennaria, Cynodon, Epilobium, Fragaria, Geum, Hieracium, Poa, Potentilla, viola mammola, Saxifraga, Sempervivum, Trifolium, Utricularia ecc.

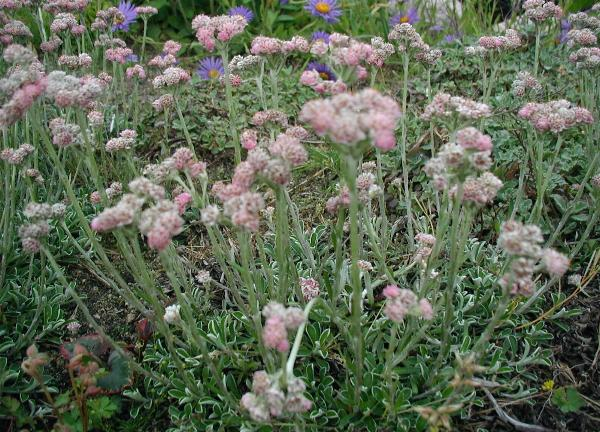
Antennaria dioica
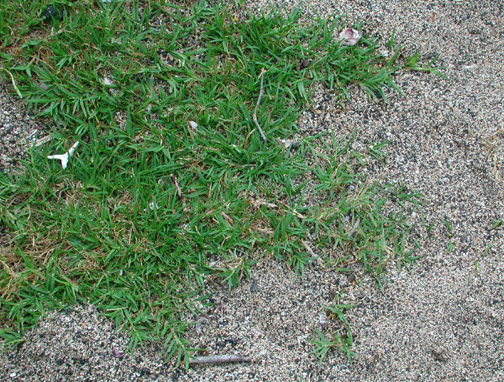
Cynodon dactylon
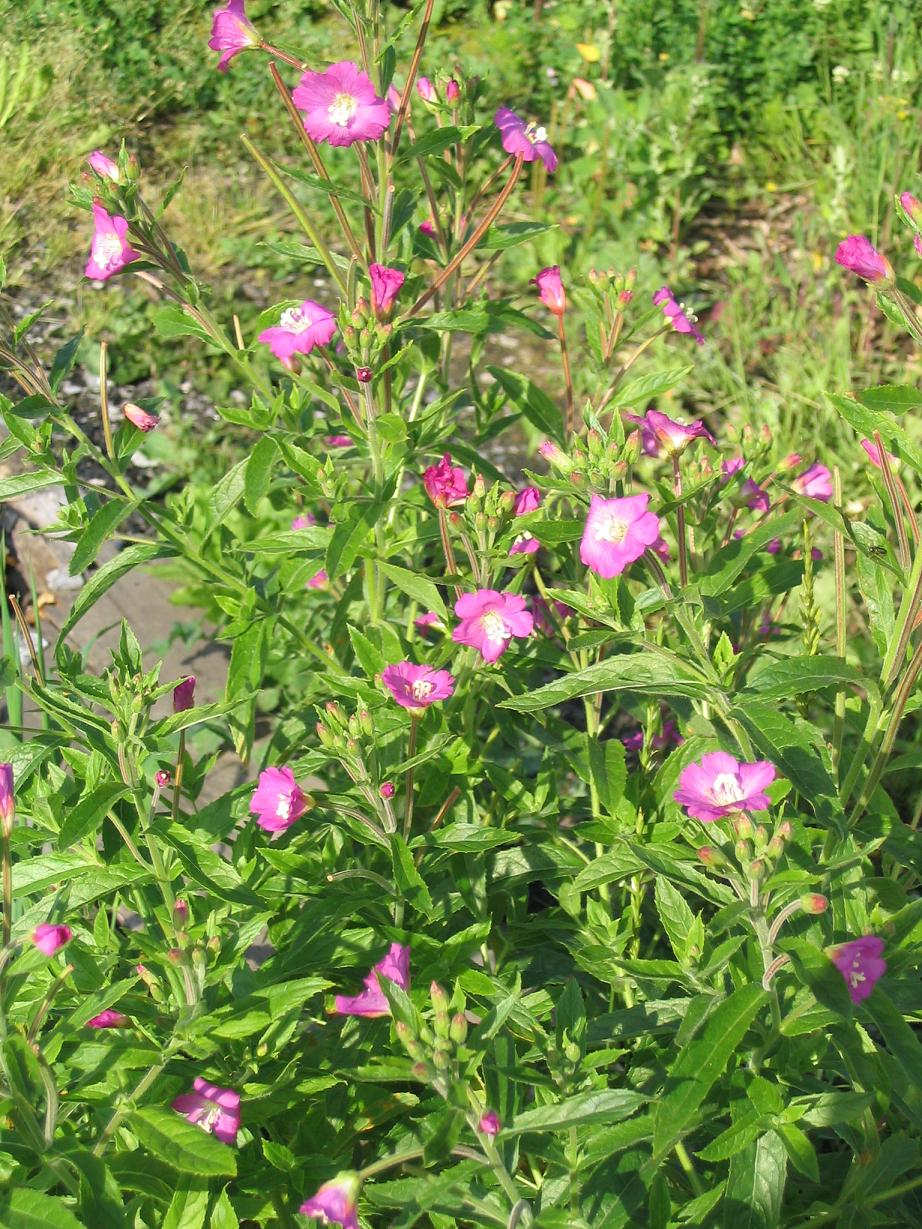
Epilobium palustre
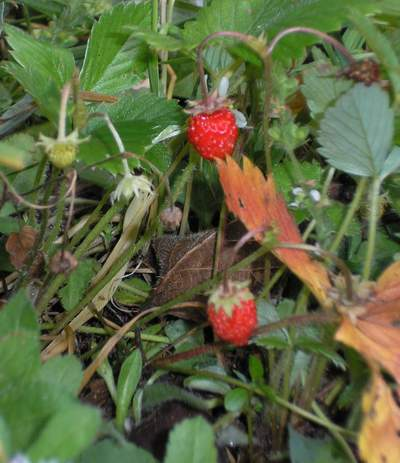
Fragaria vesca
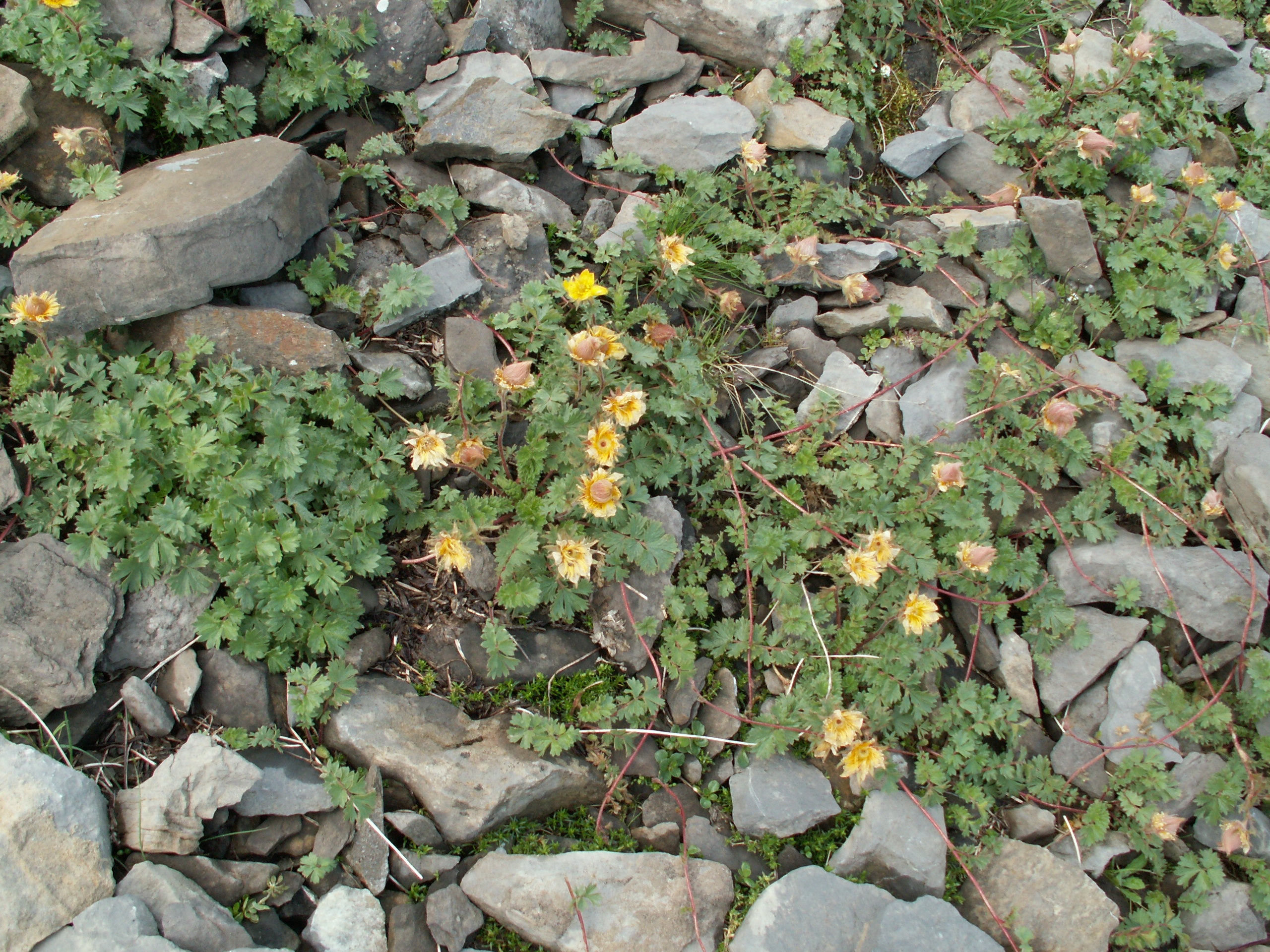
Geum reptans
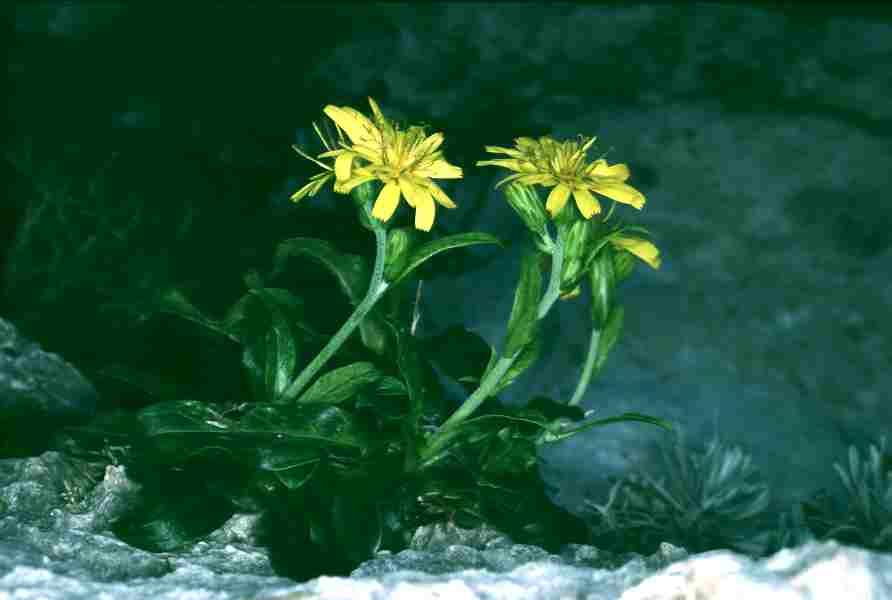
Hieracium lucidum
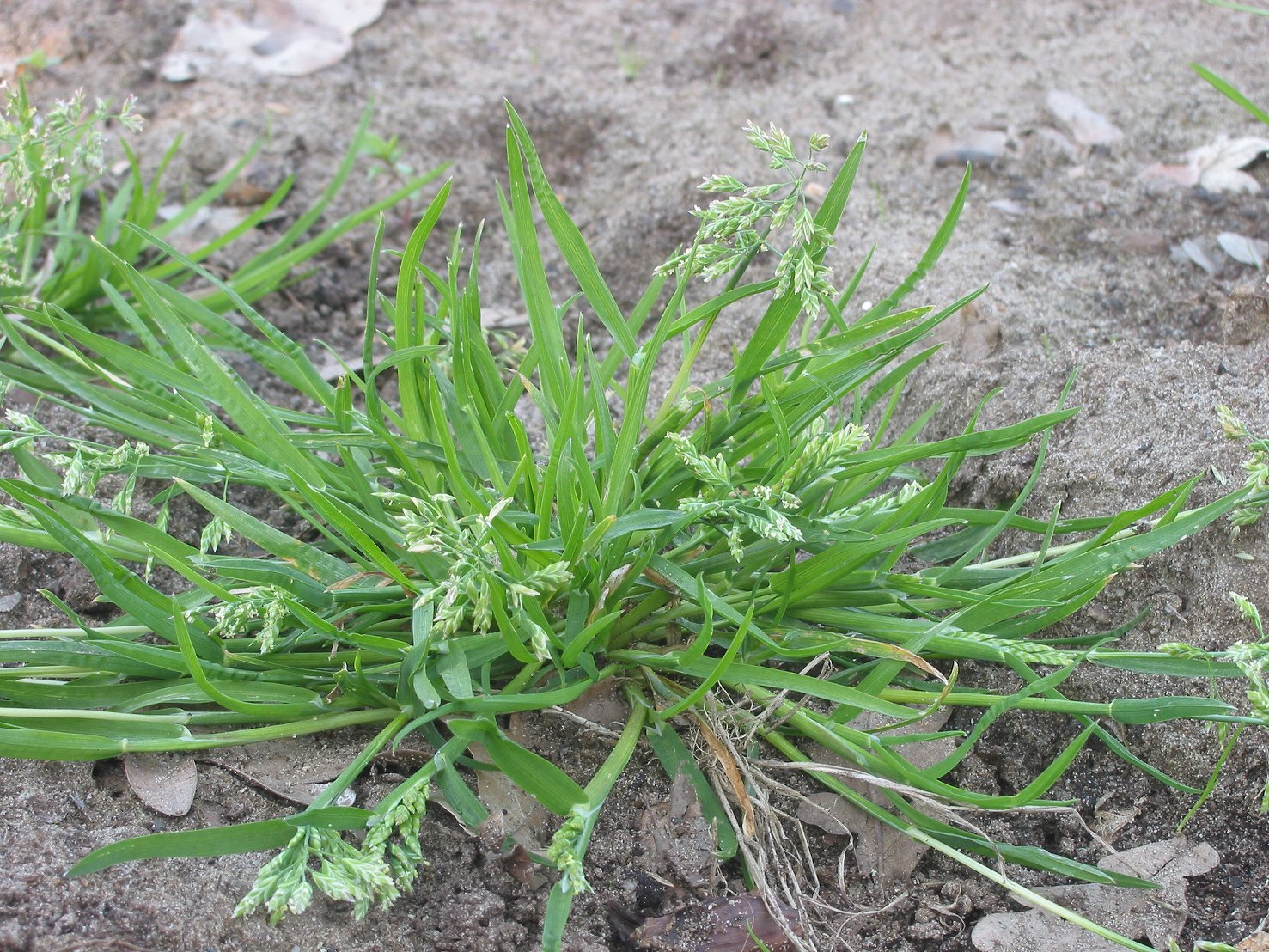
Poa annua
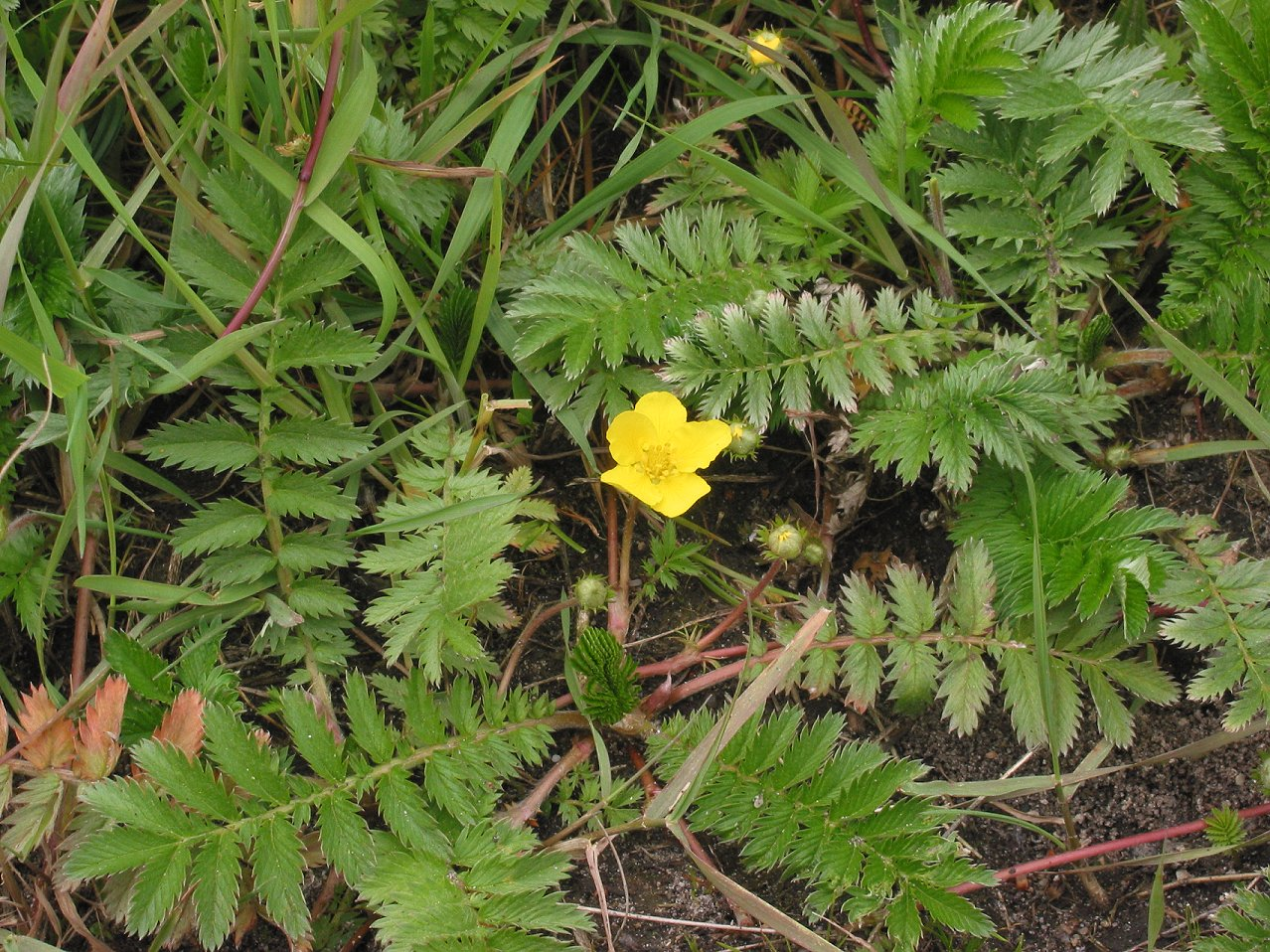
Potentilla anserina
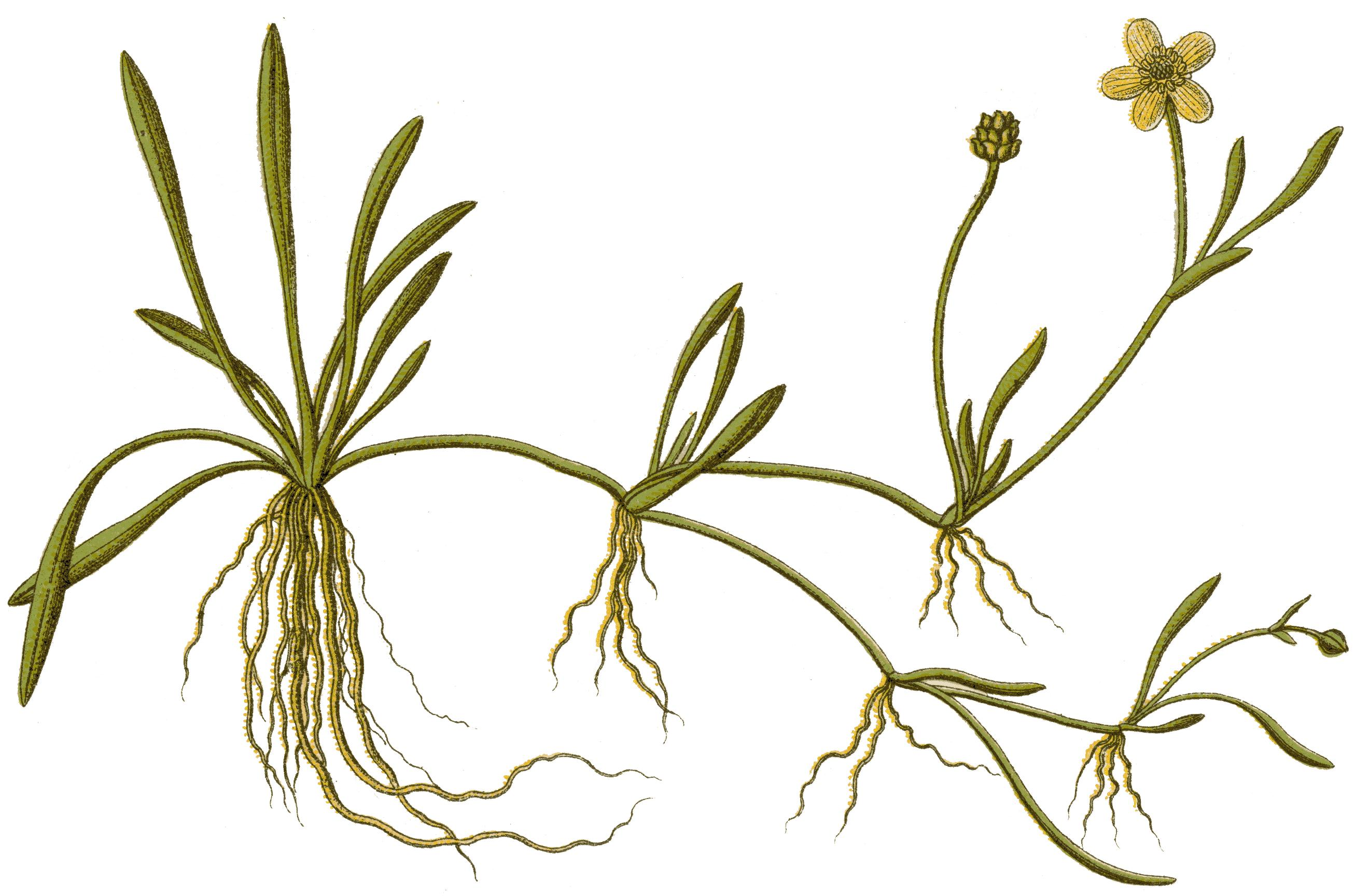
Ranunculus flammula
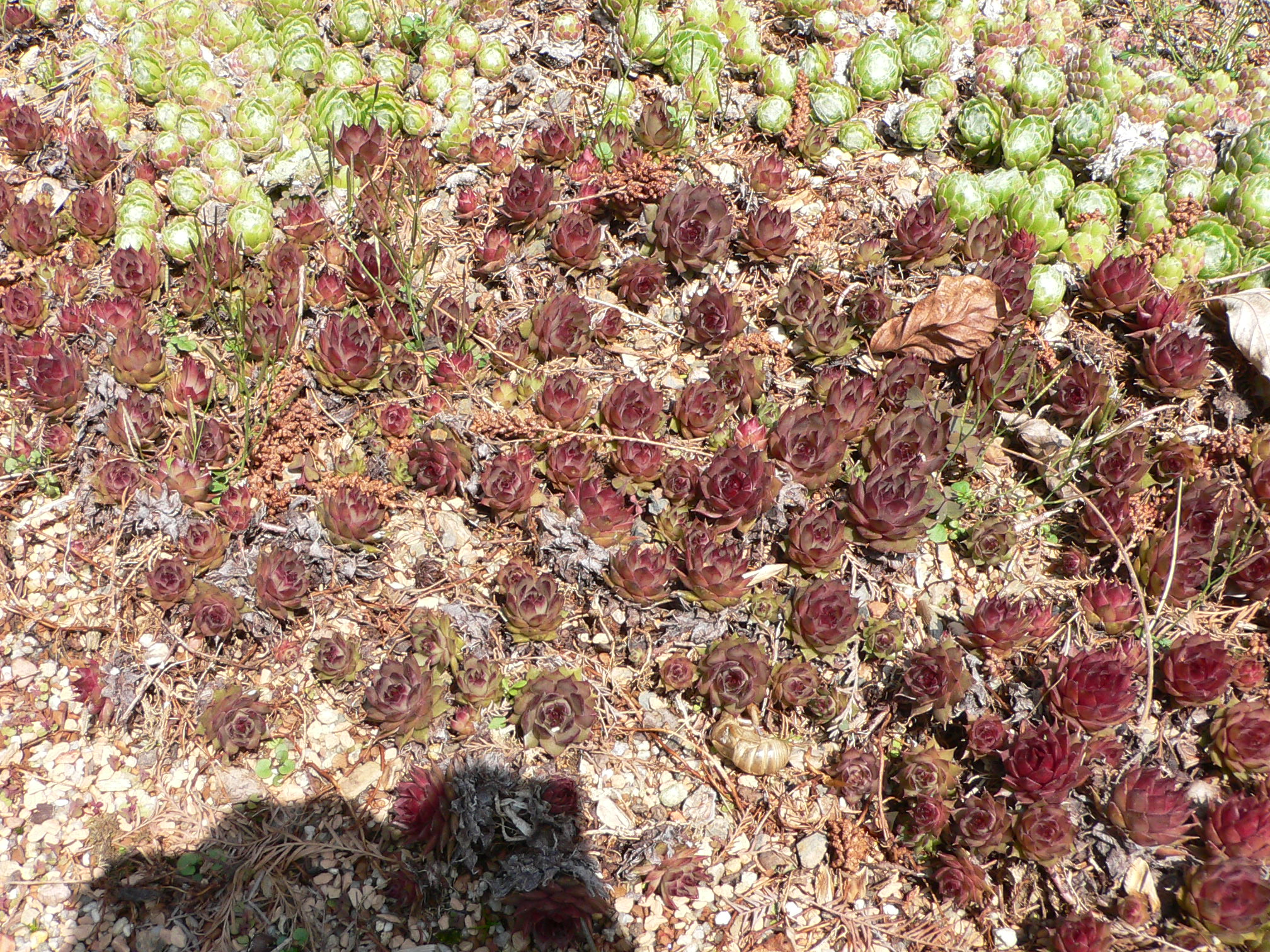
Sempervivum
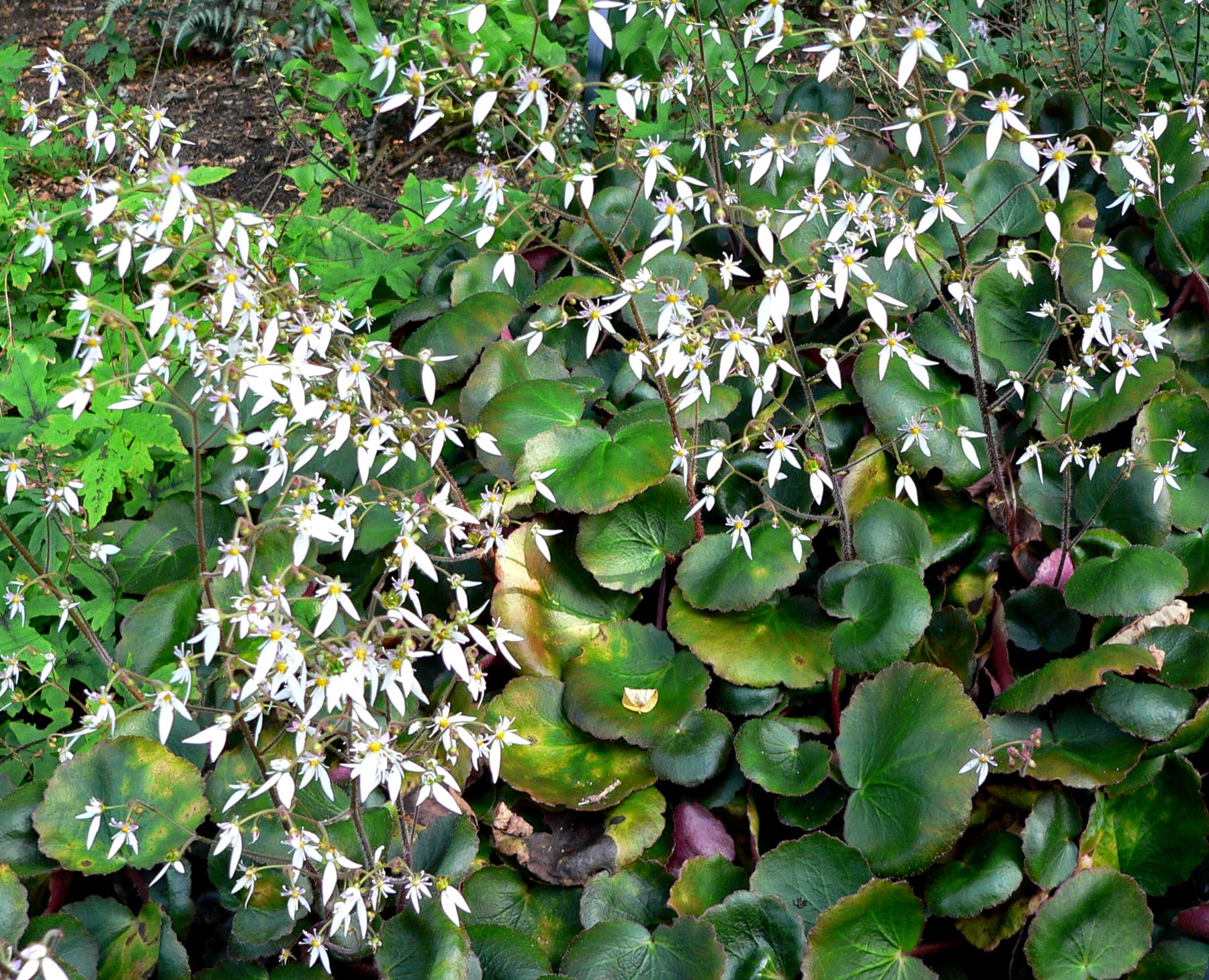
Saxifraga stolonifera
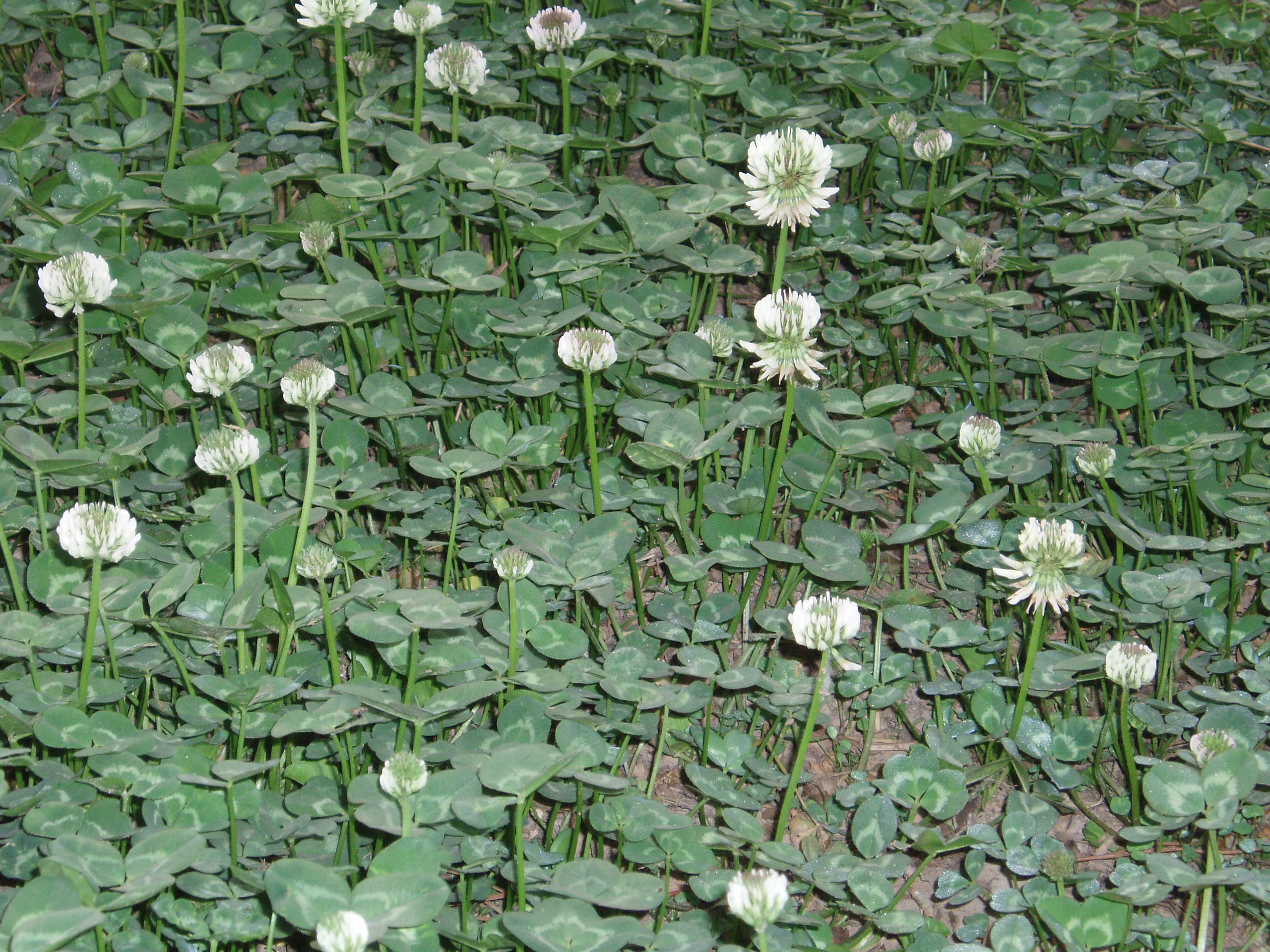
Trifolium repens
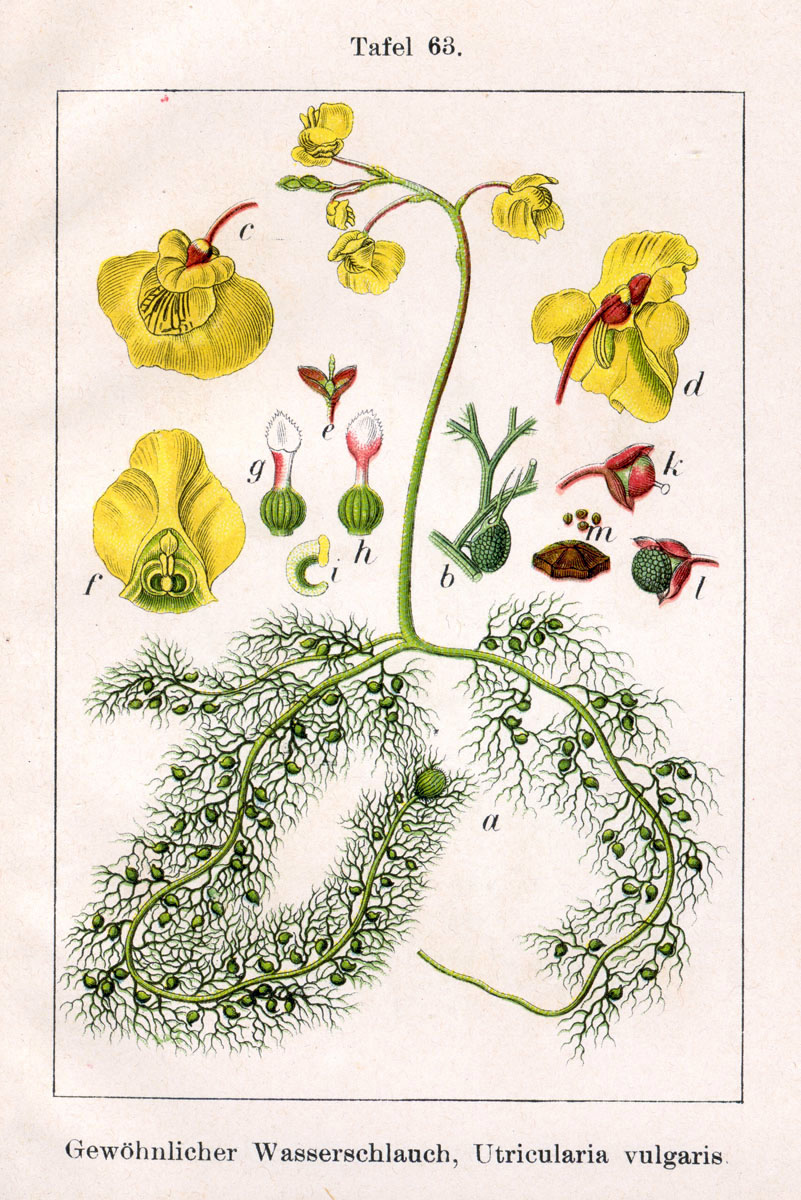
Utricularia vulgaris

## Micologia
In micologia lo stolone rappresenta un insieme di ife divise che interconnettono gli sporangiofori, organizzazione talvolta osservata in alcune strutture anatomiche. 
Formazioni simili alle radici, definite rizoidi, possono comparire sullo stolone ancorando le ife sulla superficie del fungo.

## Zoologia
Alcuni briozoi (invertebrati acquatici quasi esclusivamente marini) formano colonie attraverso la connessione di zooidi tramite stoloni. Altre colonie includono tappeti e colonie erette.
Alcuni cnidari si sviluppano come stoloni con strutture medusoidi interconnesse, che successivamente si separano.